# امپراتوری گرگ‌ها
امپراتوری گرگ‌ها (انگلیسی: Empire of the Wolves) فیلمی در ژانر جنایی به کارگردانی کریس ناهون است که در سال ۲۰۰۵ منتشر شد. از بازیگران آن می‌توان به ژان رنو، لائورا مورانته، ورنون دوبتچف، فیلیپ با و آلودی ناوار اشاره کرد.

## خلاصه فیلم
وقتی کارآگاهی جوان به نام پائول نرتکس سه جسد از مهاجران ترکیه را پیدا می‌کند، تصمیم می‌گیرد از کارآگاهی بازنشسته و مرموز برای حل پرونده کمک بگیرد…